# ホーレス・ウェルズ
ホーレス・ウェルズ（Horace Wells、1815年1月21日 - 1848年1月24日）はアメリカ合衆国の歯科医師。最初に亜酸化窒素で麻酔を行った。

## 経歴
1815年にバーモント州ハートフォードで出生。ボストンの学校で学位を取得してウィリアム・T・G・モートンと共に同地で歯科診療所を開業したがコネチカット州ハートフォードに移転した。1844年12月10日に歯学者で興行師のガドーナー・クインシー・コルトンが亜酸化窒素（笑気ガス）を使った麻酔を見せものにしているのを見ていたウェルズは無痛抜歯の可能性に胸躍らせながら、コルトンに協力を求めた。ウェルズはコルトンに笑気ガスで麻酔をかけてもらい友人の歯科医ジョン・リッグスに自身の親知らずを抜いてもらった。亜酸化窒素の麻酔作用と安全性をウェルズ自身の親知らずの抜歯で確かめた。しかしウェルズの行った笑気麻酔は、100％の笑気を吸入させると云うもので、現在の視点からすれば危険極まりないものであった。
1845年にマサチューセッツ病院でウィリアム・T・G・モートン、チャールズ・トーマス・ジャクソン、ジョン・C・ウォーレンらの前で笑気麻酔実験をしたが失敗に終わった。
失敗の原因については、患者が肥満かつアルコール依存症だったから効果が無かったという説、慌てていたために僅かに投与量が足りなかった説、麻酔の効果が出る前に手術を始めてしまった説、亜酸化窒素ガスの品質が低かった(不純物の割合が高かった)説等、諸説ある。
地元のコネチカットに戻ってから笑気麻酔での抜歯を成功させたが、患者の1人が麻酔により死亡したことで歯科医業の廃業を余儀なくされた。
ウェルズはヨーロッパに渡航し、セールスマンを生業とした。そして、亜酸化窒素（笑気ガス）に代わる新たな麻酔薬としてクロロホルムを手に入れ、自らに人体実験を行って麻酔効果の研究を行っていたが、幻覚症状を呈する等クロロホルム中毒となった。
ウェルズは売春婦に硫酸をかけるなど異常な行動をするようになり、マンハッタン拘置所に収監された。
1848年、ウェルズは収監されていた監房で隠し持っていたクロロホルムで自らに麻酔をかけ、太ももの大腿動脈を剃刀で切り自殺した。
ウェルズの死後の1864年に米国歯科医師会、1870年に米国医師会がウェルズの功績を認めている。